# Knihovnictví
Knihovnictví (anglicky librarianship) je vědní, studijní a praktický obor, jehož předmětem jsou všechny aspekty činnosti knihoven a knihovnictví a který je – jako vědní a studijní obor – součástí informační vědy. Jeho předmětem ve 20. a 21. století už není pouze činnost veřejných a odborných knihoven, ale též specializovaných informačních středisek a podobných informačních institucí a organizací kamenných i virtuálních, veřejných i soukromých, komerčních i nekomerčních, které se specializují na zpracovávání dat a informací. Ve 20. a 21. století se tak knihovníci (resp. informační pracovníci či informační specialisté) zabývají nejen zjišťováním, získáváním (popř. akvizicí), shromažďováním, evidencí (popř. katalogizací), ukládáním, uchováváním, vyhledáváním, komunikací a distribucí (popř. vypůjčováním) dokumentů a informací požadovaných čtenářem (resp. uživatelem) knihovny či informační instituce (popř. "informačními službami"), ale správou a komunikací informací obecně zahrnující také správu a komunikaci informací o uživatelích informací, včetně analyticko-syntetického zpracování a vyhodnocování těchto informací. Zatímco v rámci oboru knihovnictví jsou výše uvedené informační procesy převážně pouze vykonávány, v rámci informační (popř. knihovní) vědy pak zkoumány. Příbuzným pojmem (resp. termínem) k praktickému pojetí oboru knihovnictví je informační profese, jehož význam je (a jak vyplývá z předchozího) širší než význam pojmu (termínu) knihovnictví.

## Historie
Zřejmě první text pojednávající o knihovnictví Advis pour dresser une bibliothèque sepsal v roce 1627 francouzský knihovník a učenec Gabriel Naude. Své zkušenosti získal v době, kdy zakládal a udržoval knihovnu kardinála Julese Mazarina.
Thomas Jefferson, jehož knihovna v Monticello sestávala z tisíců knih, navrhl klasifikační systém inspirovaný Baconovou metodou, jenž třídí knihy více či méně podle tématu spíše než abecedně, jak tomu bylo dříve. Knihovna T. Jeffersona byla základem knihovny Kongresu (Library of Congress).

### 20. století
Ve třicátých letech 20. století měla finanční krize výrazný dopad na společnost. Je popisována krize školství, krize inteligence a krize kultury či mravů.
Knihovny a vzdělávací instituce obecně byly v době krize výrazně podfinancovány. V letech 1932 až 1933 byla dokonce dočasně uzavřena Státní knihovnická škola. Docházelo i k tomu, že nebyly peníze na nákup nových knížek, tedy především dražších. Navzdory zákonem (Zákon o veřejných knihovnách obecních č. 430/1919 Sb. a navazující předpisy) stanovené výši dotací veřejných knihoven nedocházelo k plnění stanovených limitů, některé obce dokonce nefinancovaly veřejné knihovny vůbec. Veřejné knihovny doplňovaly nabídku o velmi levnou romantickou literaturu (Červená knihovna, Rodokapsy), někdy označovanou výrazem „brak“.
16.6. 1935 Jiří Mahen sjednotil dvě nejvýznamnější knihovnické společnosti, tedy Spolek československých knihovníků a Spolek veřejných obecných knihovníků, do jedné společnosti pod názvem Ústřední spolek československých knihovníků. V roce 1935 vešlo v platnost vládní nařízení o povinných výtiscích, avšak ty dostávaly jen akademické knihovny. Knihovní zákon z roku 1919 umožnil, aby vznikaly i knihovny pro jazykové menšiny. Po obsazení Čech a Moravy nacisty byla zavedena přísná cenzura a na důležitá místa byli dosazeni nacističtí pracovníci.

## Studium knihovnictví
V současné době je možné v ČR studovat knihovnictví na třech univerzitách. Na Univerzitě Karlově Praze (Filozofická fakulta, Ústav informačních studií a knihovnictví), Masarykově univerzitě v Brně (Filozofická fakulta, Ústav české literatury a knihovnictví, Kabinet knihovnictví) a Slezské univerzitě v Opavě (Filozoficko-přírodovědecká fakulta, Ústav bohemistiky a knihovnictví, Oddělení knihovnictví)
Dále na Vyšší odborné škole informačních služeb v Praze a Vyšší odborné škole a střední odborné škole informačních a knihovnických služeb v Brně, Střední odborné škole v Luhačovicích, Obchodní akademii a Střední odborné škole a Vyšší odborné škole ve Valašském Meziříčí.
Kromě knihovnického vzdělávání má velký význam mimoškolní vzdělávání knihovníků, kterému se věnují knihovnické spolky a další, v prvé řadě Svaz knihovníků a informačních pracovníků (SKIP).

## Systém knihoven v Česku
- Národní knihovna České republiky
- Knihovna a tiskárna pro nevidomé K. E. Macana
- Moravská zemská knihovna v Brně
- krajské knihovny – zřízené příslušným orgánem kraje a Městská knihovna v Praze
- základní knihovny – „veřejné knihovny vykonávající informační, kulturní a vzdělávací činnosti, tvořící podle knihovního zákona součást systému knihoven“[5]
- specializované knihovny